# Sieben Jahre in Tibet (Buch)
Sieben Jahre in Tibet – Mein Leben am Hof des Dalai Lama ist ein autobiographisches Buch des österreichischen Bergsteigers  Heinrich Harrer von 1952, das auf seinen Erlebnissen in Tibet zwischen 1944 und 1951 während des Zweiten Weltkriegs und in der Zeit vor dem Einmarsch der Volksbefreiungsarmee in Tibet im Jahr 1950 aufbaut.

## Handlung
Harrer beginnt die Erzählung im Jahre 1939, als er zusammen mit Peter Aufschnaiter und weiteren Bergsteigern an einer deutschen Himalaja-Expedition teilnahm, um Aufstiegswege zum noch unbestiegenen Nanga Parbat zu erkunden. Noch vor Beginn des Zweiten Weltkriegs wurden die Teilnehmer in Karatschi gefangen genommen und letztendlich im größten Internierungslager Indiens bei Dehradun festgehalten. Harrer hatte von Anbeginn schon Fluchtpläne und bereitete sich darauf akribisch durch körperliches Training, die Lektüre von geographischen Büchern bzw. Berichten und das Lernen von weiteren Sprachen vor. Das Ziel waren die japanischen Linien im Osten, die man über Tibet erreichen wollte. Zwar konnte er sich an Berichten und Aufzeichnungen von einigen Europäern wie Sven Hedin, Johann Grueber oder Charles Alfred Bell orientieren, doch war Tibet trotzdem ein vergleichsweise unbekanntes und isoliertes Land.
Nach einigen sofort vereitelten Fluchtversuchen scheiterte 1943 auch ein Fluchtversuch Harrers, durchgeführt mit einem italienischen General, kurz vor der tibetischen Grenze. Der fünfte und letzte Fluchtversuch rund ein halbes Jahr später mit sechs weiteren Insassen war schließlich erfolgreich. Er führte Harrer zum Yamunafluss, über den Nag-Tibba-Gipfel () weiter nach Utterkashi bis zum Grenzdorf Nelang
() und überquerte schließlich auf über 5300 Meter die Grenze über den Tsang Chok La Pass (). Auf der Flucht traf er vier der Ausbrecher, darunter Aufschnaiter, und sie schlossen sich zu einer Gruppe zusammen. Die Einreisenden wurden zunächst distanziert bis ablehnend in Tibet empfangen, das Verkaufen von Nahrungsmitteln an Ausländer war der tibetischen Bevölkerung verboten. Im Klosterdorf Tholing angekommen, wurde ein Ansuchen auf Asyl von den Beamten abgelehnt und die Gruppe reiste wieder nach Indien ins Spitital, nur um wieder nach Tibet zurückzukommen und ihr Anliegen vor höheren Beamten vortragen zu können. Dazu wollte man nach Gartok, Hauptstadt von Westtibet und Sitz des Vizekönigs, reisen. Der Vizekönig (Garpön) verlieh zwar einen Passagierschein für die Reise nach Nepal, das weitere Eindringen ins Landesinnere wurde ihnen jedoch untersagt. Die Gruppe, über die Zeit hinweg auf drei Mitglieder geschrumpft, machte sich alsdann auf den Weg zum Kloster Tradün durch das tibetische Hochland. In Tradün angekommen versuchte man erneut eine Aufenthaltsbewilligung bei durchziehenden tibetischen Beamten zu beantragen; nach vier Monaten wurde die Reise nach Kyirong () fortgesetzt. Ab dort wurde Harrer nur mehr von Aufschnaiter begleitet, denn das dritte Mitglied Hans Kopp ging nach Nepal, wurde dort aber wieder verhaftet. Während des neunmonatigen Aufenthalts in Kyirong machten Harrer und Aufschnaiter lange Ausflüge in der Umgebung, kartierten und machten Aufzeichnungen und nahmen am kulturellen und alltäglichen Leben der Tibeter teil. Mittlerweile waren die tibetischen Sprachkenntnisse der beiden, insbesondere von Aufschnaiter, so ausgereift, dass die Kommunikation mit der Bevölkerung problemlos möglich war.
Nach Kriegsende dazu gedrängt wieder nach Nepal auszureisen, flüchteten die beiden Bergsteiger im November 1945 über den Tschakhyungla-Paß () zum Peiku-Tso-See und weiter über die Tingri-Ebene () zum Riwoche-Kloster und weiter nach Sangsang. Dort entschieden sie sich aufgrund ihres fehlenden Aufenthaltstitels bewusst gegen die einfachere Route über Schigatse und wählten den Weg durch die Changthang-Ebenen. Im tiefen Winter passierten sie diese unwirtliche Gegend mit großen Mühen, sie waren nur unzureichend bekleidet, schliefen oft alleine draußen und wurden von Wegelagerern verfolgt.
Im Januar 1946 kamen sie schließlich erschöpft über den Guring La Paß () in Lhasa an, wo sie als Gäste freundlich im Haus des ehemaligen Oberbefehlshabers Tsarong aufgenommen wurden. Schon bald verkehren sie in den höchsten politischen Kreisen, schließen zahlreiche Freundschaften und bekommen später auch ein eigenes Haus und übernehmen Regierungsaufgaben: Harrer als Lehrer, Aufschnaiter als Agraringenieur. Harrer nimmt dabei an den religiösen Zeremonien teil und beschreibt ausführlich das Alltags- und Kulturleben Lhasas. Die Gesellschaft Tibets ist zu dieser Zeit noch feudal und theokratisch geprägt, ist aber zunehmend einem Reformdruck von innen und außen ausgesetzt. Eine Folge davon ist, dass Harrer Tenzin Gyatso, den 14. Dalai Lama, neben Englisch- und Geografieunterricht auch mit der westlichen Welt weiter bekannt macht. So baut er ihm ein eigenes Kino oder ersteht und produziert selbst Filmaufnahmen für den Dalai Lama. Weil die chinesische Volksbefreiungsarmee dabei ist Tibet zu annektieren, flieht Harrer im November 1950 ins Chumbital () und verlässt Tibet im März 1951. Aufschnaiter bleibt in Tibet bis 1951, muss aber in letzter Minute auch fliehen.
In einem Nachwort in späteren Ausgaben geht Harrer auf den Tibetaufstand 1959 und die Flucht von Tenzin Gyatso nach Indien ein und betont seine Freundschaft mit Tenzin Gyatso und seine Verbundenheit mit Tibet.

## Veröffentlichungen
Sieben Jahre in Tibet wurde in 53 Sprachen übersetzt. In den Vereinigten Staaten war es 1954 ein Bestseller und wurde drei Millionen Mal verkauft. Die Autorin und Biographin Margit Pflagner redigierte die Tagebücher von Heinrich Harrer für sein Werk Sieben Jahre in Tibet.
Zu der Ausgabe von Flamingo schrieb der 14. Dalai Lama eine Einleitung.

“Harrer has always been such a friend to Tibet. His most important contribution to our cause, his book, Seven Years in Tibet, introduced hundreds of thousands of people to my country”

„Harrer war immer ein Freund Tibets. Sein wichtiger Beitrag für unsere Sache, Seven Years in Tibet, hat hunderttausende Menschen mit meinem Land bekannt gemacht.“

Auch Hans Kopp verarbeitete die erlebten Geschehnisse auf der Flucht literarisch in seinem Buch Sechsmal über den Himalaya. Dort beschreibt Kopp auch die zwischenmenschlichen Probleme auf der Flucht, während Harrers Erzählung insgesamt eher nüchtern bleibt und wenig auf persönliche Gefühlslagen und Hintergrundinformationen eingeht. Peter Aufschnaiter wollte seine Erinnerungen in Buchform kurz vor seinem Tod veröffentlichen, kam aber nicht mehr dazu. Stattdessen arbeiteten Martin Brauen und Nicholas Mailänder Aufschnaiters schriftliche Aufzeichnungen aus Tibet auf.

## Filme
Auf der Grundlage des Buches entstanden zwei Filme. Sieben Jahre in Tibet (1956) ist eine Dokumentation über 76 Minuten des Regisseurs Hans Nieter, der Abschnitte von Filmen Harrers während seines Aufenthalts in Tibet und verschiedene, von Harrer nachgestellte Szenen seines Abenteuers enthält; und der Spielfilm Sieben Jahre in Tibet (1997), von Jean-Jacques Annaud, mit Brad Pitt als Harrer und David Thewlis als Aufschnaiter.

## Lieder
David Bowie hat auf seinem Album Earthling (1997) einen Song mit dem Titel Seven Years in Tibet veröffentlicht.